# Huerteales
Huerteales Doweld, 2001 è un ordine di piante angiosperme eudicotiledoni del clado Malvidi (o Eurosidi II).

## Tassonomia
La classificazione APG IV riconosce le seguenti famiglie come appartenenti all'ordine:
- Gerrardinaceae M.H.Alford
- Petenaeaceae Christenh. et al.
- Tapisciaceae Takht.
- Dipentodontaceae Merr.